# Castelnau-Rivière-Basse
Castelnau-Rivière-Basse là một xã thuộc tỉnh Hautes-Pyrénées trong vùng Occitanie tây nam nước Pháp.